# Минчумина (аэропорт)
Аэропорт Минчумина (англ. Minchumina Airport), (ИАТА: MHM, ИКАО: PAMH, FAA LID: MHM) — государственный гражданский аэропорт, расположенный в населённом пункте Минчумина (Аляска), США. Аэропорт также известен под названием Аэропорт Лейк-Минчумина (ИАТА: LMA).
Деятельность аэропорта субсидируется за счёт средств Федеральной программы США Essential Air Service (EAS) по обеспечению воздушного сообщения между небольшими населёнными пунктами страны.

## Операционная деятельность
Аэропорт Минчумина занимает площадь в 273 гектар, расположен на высоте 207 метров над уровнем моря и эксплуатирует одну взлётно-посадочную полосу:
- 3/21 размерами 1280 x 30 метров с гравийным покрытием.

За период с 31 декабря 2004 по 31 декабря 2005 года Аэропорт Минчумина обработал 1 140 операций взлётов и посадок самолётов (в среднем 95 операций в месяц), из которых 96 % пришлось на авиацию общего назначения и 4 % — на аэротакси.